# Cinema muto a Hollywood

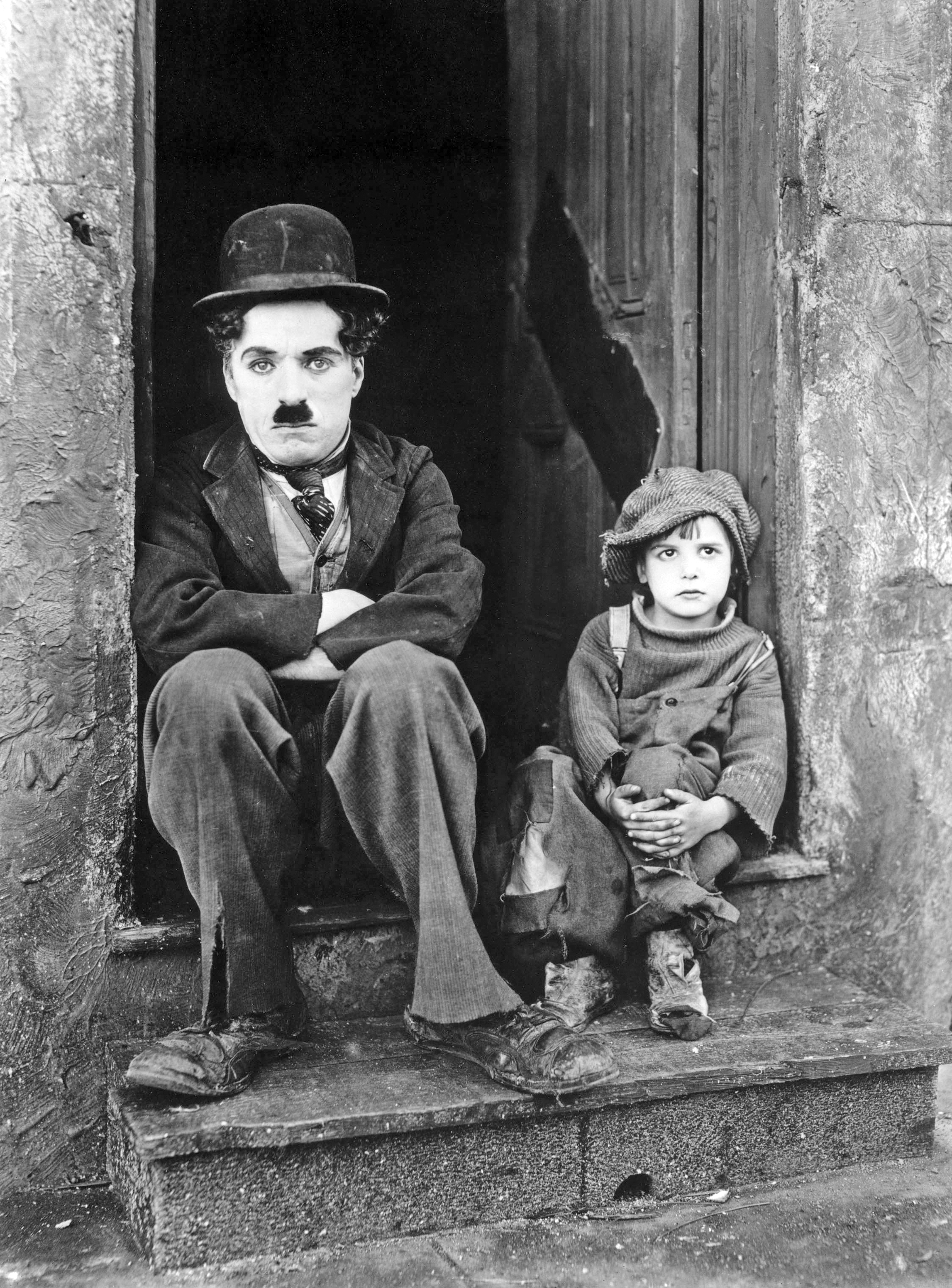
Il monello di Charlie Chaplin (1921)

Il periodo del cinema muto a Hollywood è una fase della storia del cinema che va grossomodo dal 1919 al 1929 e termina con il rinnovamento dovuto all'introduzione del cinema sonoro. In questo periodo venne messo a frutto e elaborato ulteriormente il linguaggio del montaggio narrativo, messo a punto nel 1914 da David Wark Griffith. Protagonisti di questo periodo furono i grandi comici, primi fra tutti Charlie Chaplin e Buster Keaton, ma vi fu almeno un grande maestro nel genere drammatico, Erich von Stroheim. Il modello narrativo di Hollywood si impose poi sul piano commerciale mondiale.

## Storia

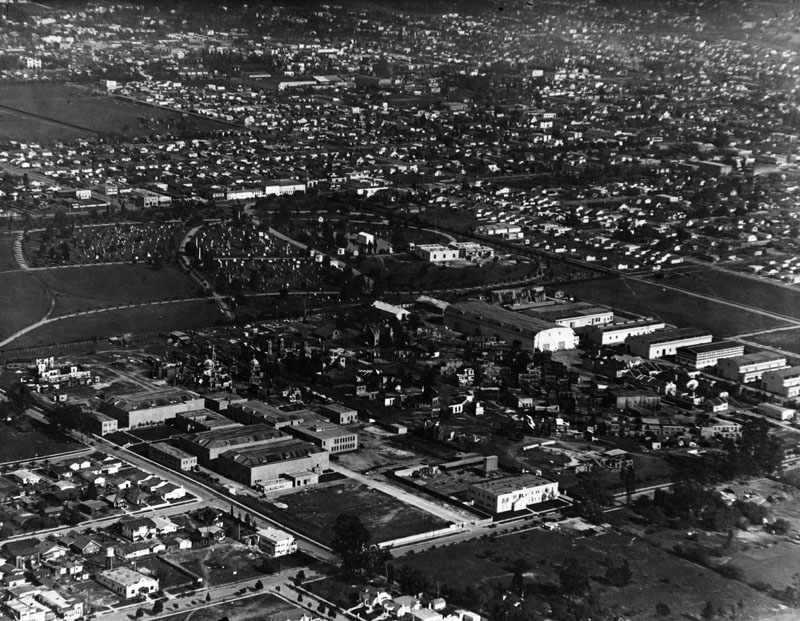
Veduta degli Studios di Hollywood nel 1922

Nel 1908 alcuni produttori, registi e artisti newyorkesi avevano messo su degli studios nei pressi di Los Angeles, all'estremo opposto della nazione, dove la costante illuminazione solare nell'arco dell'anno poteva garantire le condizioni di illuminazione ideali per impressionare le pellicole cinematografiche, con costi di produzione più economici. Il sobborgo del "bosco di agrifogli" (Hollywood) divenne presto un centro di importanza crescente, anche grazie alla vicinanza con la frontiera messicana, che permetteva una facile scappatoia ai problemi col fisco in caso di fallimenti.
Iniziò presto a delinearsi anche il cosiddetto producer system, un sistema industriale dove il produttore imponeva le sue scelte mirando a un controllo assoluto del film a discapito del regista. Le prime tre grandi case di produzione cinematografica, tutte nate con capitali della East Coast, erano la Paramount, la MGM e la First National.
Il tracollo di Griffith con Intolerance segnò poco dopo la nascita di una nuova casa di produzione, la United Artists, fondata da Griffith, Charlie Chaplin e i due attori americani più famosi dell'epoca, Mary Pickford e Douglas Fairbanks. L'episodio segnò un primo esempio di autodifesa degli artisti contro il crescente peso dei produttori. La United Artists era una casa di produzione indipendente, che si affiancava alle altre minori.
La crisi del cinema del 1906 era definitivamente superata e la produzione, gli spettatori e gli introiti del cinema crescevano di anno in anno, arrivando a uno straordinario periodo negli anni venti (gli "anni ruggenti"). Nel 1922 nacque l'associazione dei produttori americani (MPPDA, Motion Picture Producers and Distributors Association), che tanto peso ebbe nella creazione del cinema narrativo classico, sia muto che sonoro.

### Griffith e il montaggio narrativo

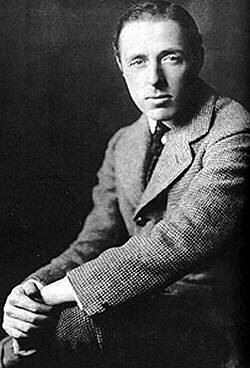
D. W. Griffith

Dopo Pastrone molti registi iniziarono a cambiare punto di vista nelle scene, a inserire piani ravvicinati e dettagli, spezzando la vecchia inquadratura unica con più "inserti". Evidenziando alcuni dettagli o stati d'animo o altro essi rendevano la storia più chiara e semplice da capire.
Colui che seppe codificare il cinema come opera narrativa fu l'americano David W. Griffith, che già nei primi film, dal 1908 per la casa di produzione Biograph mostrò un'attenzione verso le varie tecniche del montaggio: dall'uso della soggettiva, al raccordo sull'asse, al montaggio analitico, ecc.
Nel 1914 diresse il suo capolavoro, la Nascita di una nazione, un lungometraggio che viene preso come spartiacque tra il cinema "mostrativo" o delle attrazioni e il cinema narrativo. Il film segnò la creazione di un linguaggio dove tutte le sperimentazioni dei decenni precedenti venivano a trovare un loro posto nella creazione di particolari sensazioni ed effetti nella storia: ecco che il montaggio alternato diventava utile nelle scene di inseguimento, il primo piano assumeva l'incarico fondamentale per costruire la psicologia del personaggio, ecc. La velocità del montaggio, confrontata con la fissità e staticità delle scene nel cinema precedente, produsse nuove, impensate emozioni nel pubblico, facendo nascere un nuovo stile e un nuovo modo di raccontare: il cinema narrativo.

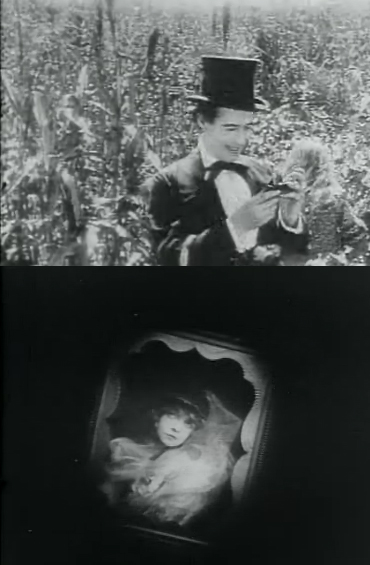
Esempio di raccordo di soggettiva: il personaggio guarda un ritratto (Nascita di una nazione)

Il rapporto tra quello che si intendeva raccontare e quello che si mostrava con Griffith si inverte: prima la storia era un pretesto per metter su visioni e sfolgoranti effetti speciali, ora il primo interesse del regista e del pubblico è innanzitutto sulla vicenda raccontata.
Griffith fu anche il primo vero regista della storia del cinema, che entrò in conflitto col suo operatore Billy Bitzer proprio per le questioni inerenti alla direzione e la paternità del film. Il regista divenne una sorta di "narratore invisibile", che conduceva il pubblico nella storia, sostituendo quello che nel cinema delle origini era stato il narratore o imbonitore, presente in sala durante le proiezioni. Con la specializzazione in varie professioni (regista, operatore, sceneggiatore, fotografo, montatore) il narratore diventerà l'espressione di una collettività di soggetti, compresi anche gli attori, rendendo il cinema una grande arte collettiva, al pari di tradizioni come quella della danza o della musica per orchestra.
Con Intolerance (1916) Griffith superò sé stesso proponendo già un superamento dei modi della narrazione che lui stesso aveva creato: nel nuovo film usò il montaggio parallelo per collegare quattro storie ambientate in tempi e luoghi molto diversi, accomunate dall'idea di condanna dell'intolleranza in favore della pace e dell'armonia tra gli individui. I tempi più lunghi e i continui collegamenti teorici dovevano stimolare la riflessione dello spettatore, con un interesse del regista più verso la trasmissione di un concetto che sulle singole storie in sé.

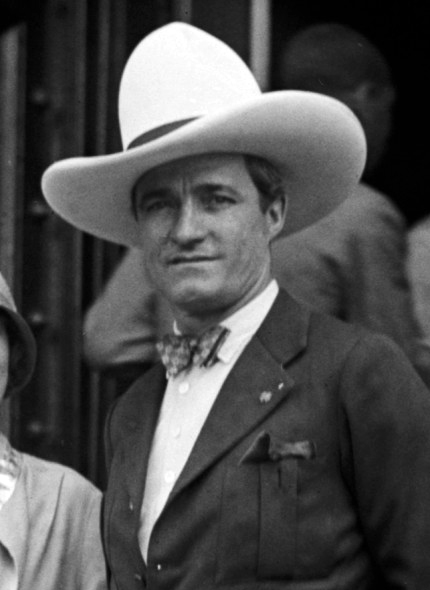
Tom Mix nel 1925

## Sviluppo dei generi
Il rapporto privilegiato tra produttori e spettatori si manifestava nei generi cinematografici, che vennero sviluppati e codificati sistematicamente solo negli anni trenta. I generi principali erano il film storico in costume, il kolossal mitologico, il genere drammatico di ambientazione moderna, il film di gangster, il western e il genere comico.
Nel western divenne famoso il primo cowboy cinematografico, Tom Mix, una figura buona che aiutava i deboli e che era sempre vestito di bianco (in antitesi coi suoi nemici vestiti di nero), secondo una contrapposizione netta tra buoni e cattivi della massima chiarezza.
Nel genere drammatico spiccò il produttore-artista Jesse Lasky, che mise a punto un sistema di illuminazione ("illuminazione Lasky" o "alla Rembrandt"), che lasciava in ombra quasi tutta la scena, con una violenta luce, spesso di taglio orizzontale, su un personaggio o un oggetto, che poteva così emergere straordinariamente sullo sfondo. La prima applicazione di questo effetto si trova nel film I prevaricatori di Cecil De Mille (1915).

## Nascita del divismo

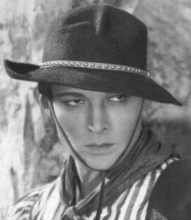
Rodolfo Valentino ne I quattro cavalieri dell'Apocalisse (1921)

Negli anni Venti maturò anche il fenomeno del divismo, nato dall'intensa collaborazione tra cinema e gli altri mass media (giornali, riviste, rotocalchi, radio, industria musicale). Il divismo è un processo di "divinizzazione" di un individuo, nel senso il cui la sua immagine diventa un'icona onnipresente nella vita della gente comune, al pari di quello che era stato per le icone religiose del passato. I divi suscitavano deliri di folla feticista (come ben descritto nel libro Il giorno della locusta del 1939, ambientato alla fine degli anni '20), diventando presto uno dei principali fattori dell'alienazione di massa della società moderna. Il divo sullo schermo, etereo e soprannaturale, era un'immagine del tutto separata dalla persona in carne ed ossa, che recitava e lavorava come le persone normali.
Tra i primi divi, sia maschili che femminili, ci furono Gloria Swanson o l'efebico Rodolfo Valentino, dalla sensualità del meticcio tenebroso. I divi degli anni '20 sono molto trasgressivi, seduttori e seduttrici ambigui, mentre negli anni '30 il sistema hollywoodiano cercò di addomesticare queste figure, rendendole più conformiste, legate più a un casto amore che al sesso.

## Mack Sennett e loslapstick

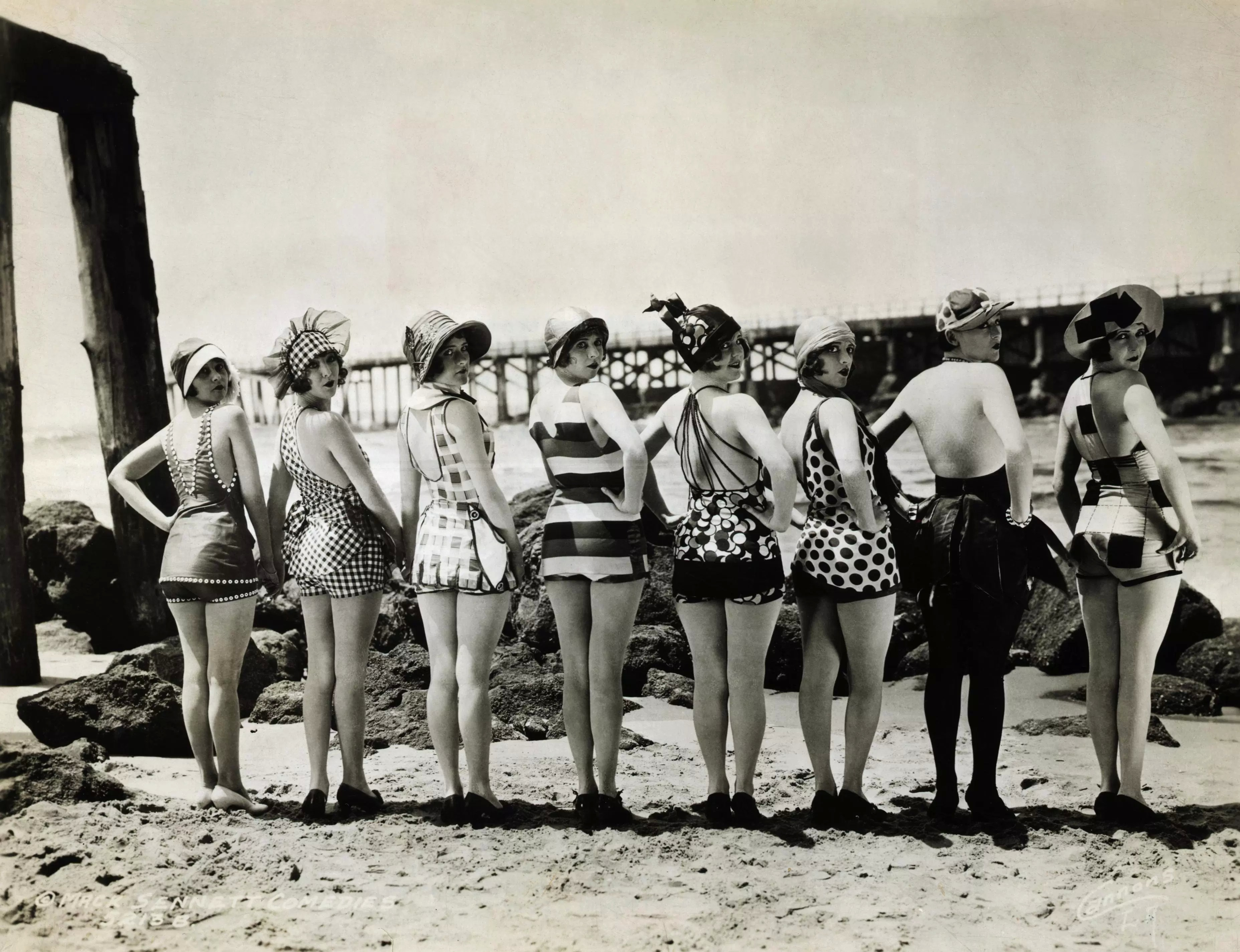
Le Bathing Beauties (Bellezze al bagno)

Il genere comico conobbe una straordinaria diffusione e fu la più importante palestra per la definitiva messa a punto del linguaggio cinematografico, grazie alla sua principale caratteristica, quella della velocità. I numeri del cinema comico erano presi dalla tradizione circense, degli acrobati e delle farse popolari, ma il montaggio poteva renderli straordinariamente frenetici e vibranti. Caposcuola del genere fu Mack Sennett e la Keystone (dal 1910), dove nacque il cosiddetto slapstick (letteralmente "schiaffo e bastone"), film-giocattoli caratterizzati dal non-sense e da un rutilante vortice di sberle, pugni, calci, torte in faccia, cadute, voli, rimbalzi, fughe e inseguimenti, in una corsa collettiva indiavolata. Gli uomini lottavano contro gli oggetti spiritati, in un mondo scomposto e ricostruito alla rovescia dagli autori.
Sennett fu abile anche nel creare dei gruppi di personaggi ricorrenti, eredi delle maschere della commedia dell'arte, tra i quali spiccavano i Keystone Cops, poliziotti sciocchi che inseguivano sempre la persona sbagliata, o le Bathing Beauties, di uso puramente decorativo. Queste comiche erano composte da gag disordinate e piuttosto rozze, ma nell'insieme riuscivano a creare un mondo sovversivo e liberatorio, dove i poveri sembravano avere una consolazione nel vedere i ricchi beffati e derubati.
Fondamentale fu l'apporto del cinema comico nell'elaborazione del linguaggio del montaggio, grazie alle scoperte che erano naturali in un clima di sperimentazione continua, dove il centro dell'interesse era il ritmo, piuttosto che la storia, verso un linguaggio cinematografico puro basato sul movimento. Se Griffith era stato l'individuo normativo per il linguaggio cinematografico, Sennett fu quello trasgressivo: per Griffith tutto è chiaro e certo (dalle inquadrature alla divisione tra buoni e cattivi), per Sennett tutto è fluido e in mutazione. Grazie ai comici il cinema era ora in grado non solo di raccontare una storia, ma anche di rovesciarne il senso, cambiando il punto di vista narrativo e scambiando i ruoli.
Dalla palestra della Keystone uscirono moltissimi maestri del cinema immediatamente successivo, sia in campo comico (Chaplin, Keaton, Arbuckle, Langdon, Turpin, Lloyd) che anche drammatico (Frank Capra).

## Charlie Chaplin

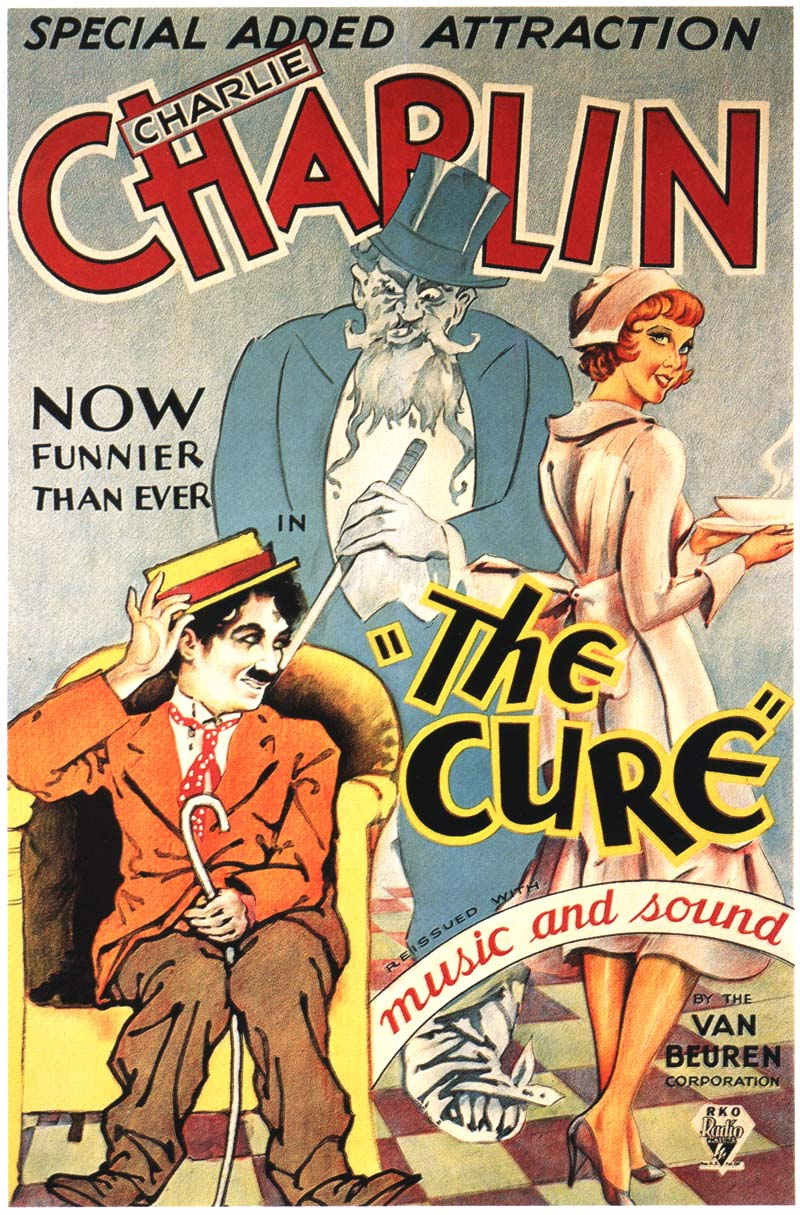
Poster de La cura miracolosa (1917)

Le comiche di Sennett furono popolari e carnevalesche, ma anche ripetitive. I suoi eredi migliori raffinarono lo stile, sviluppando la capacità di rovesciare con padronanza improvvisamente il senso delle immagini, creando situazioni paradossali e divertenti, sfruttando le isotopie (analogie formali) che creano equivoci e giochi, ma anche nobilitando le proprie pellicole giocando sulla linea tra ridicolo e tragico, come solo i migliori comici sanno fare.
Tra le maschere dei film di Sennett c'era anche il cattivo Chas, un gentiluomo elegante ma dispettoso, che metteva nei guai chiunque incontrasse, interpretato da un attore di origine inglese, Charlie Chaplin. Da questo personaggio si sviluppò in seguito quello universalmente noto di Charlot (da come veniva chiamato in Francia), un vagabondo povero ma battagliero, adorato dal pubblico e dai critici. Nelle sue avventure Charlot vendicava i deboli e gli oppressi, e pur essendo a sua volta una vittima indifesa, riusciva sempre a vincere, secondo un modello narrativo molto antico.
Nei suoi film il materiale comico della scuderia Sennett divenne estremamente raffinato, con le singole azioni che sono state paragonate a una danza. La sua formazione artistica aveva attinto alla pantomima, all'arte della parodia, al mondo dei clown del circo, in particolare al personaggio piccolo e goffo che diventa l'eroe della rappresentazione, con il quale i bambini si identificavano. Questa sorta di risarcimento simbolico dei deboli, preso dal mondo del circo popolare e trasportato su un piano universale, fu il tema principale dei capolavori di Chaplin. Ma nei suoi film il debole veniva premiato solo sul piano immaginario e sempre sconfitto nella vita reale, lasciando intravedere i risvolti tragici dell'esistenza.
Nel primo film che si possa considerare maturo, La cura miracolosa del 1917, viene narrata la storia rocambolesca di un alcolista che va alle acque termali per disintossicarsi per poi riuscire a far ubriacare tutto l'albergo, signore comprese, e uscirne, quando tutto va a rotoli, con una nuova fidanzata. Il film dura 19 minuti e presenta ben 181 inquadrature, con una velocità che è paragonabile al montaggio brevissimo di Ėjzenštejn ne La corazzata Potëmkin, che a lui si ispirò. La cinepresa per Chaplin si sposta quindi con rapidità incredibile, ma con la bellezza e la precisione della danza. Nei film di quegli anni l'impianto narrativo è per lo più un pretesto (Charlot soldato, 1918, Il monello, 1921, Il pellegrino, 1923) poi, con il passaggio alla United Artists, dal 1923 si dedicò al melodramma sentimentale e sociale, dove perse una parte della vitalità primitiva, mantenendo però un immenso successo popolare. Nelle sequenze più famose restano però i suoi "balletti" di perfezione formale, come ne La febbre dell'oro (1925) con le scene della capanna inclinata sul burrone o della lotta contro il vento.

## Stanlio e Ollio

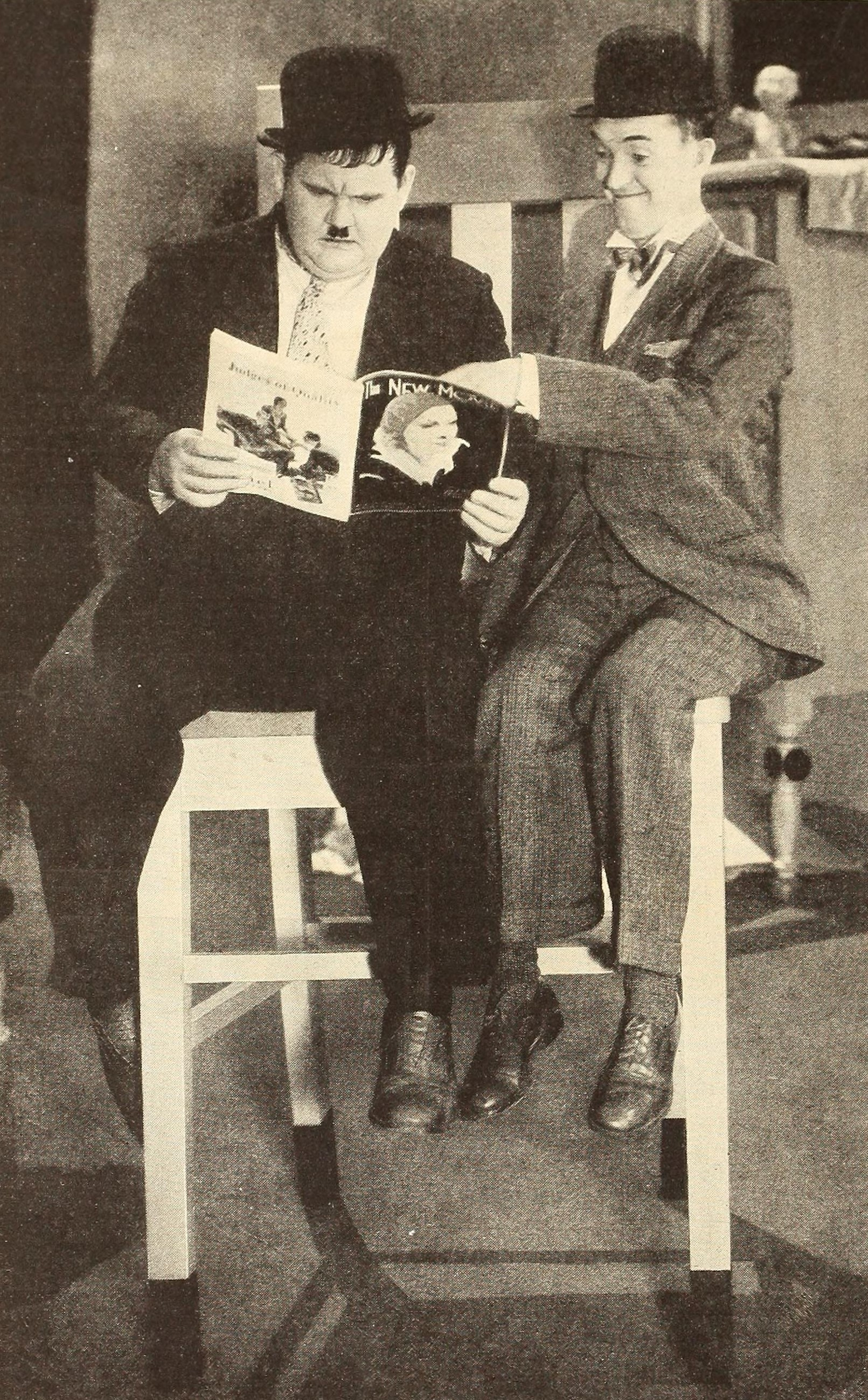
Stanlio e Ollio

I maggiori rappresentanti della gag comica slapstick dagli anni '20 ai '30 furono la coppia di Stan Laurel e Oliver Hardy. Come coppia di Stanlio e Ollio operarono dal 1927 al 1951, benché il pubblico e la critica riconoscano il meglio della loro carriera il periodo fino al 1940,  prima del periodo della Fox. La mimica dei due personaggi consiste nell'invenzione di un personaggio magrolino, piagnucolone e isterico di nome Stanlio, e il compagno corpulento e saccente di nome Ollio, che pensa sempre di essere migliore di lui, finendo ovviamente in disavventure maggiori. Piccoli giochi di parole e di prestigio aiutarono molto la coppia a superare la prova del sonoro nel 1929, fino alla realizzazione dei lungometraggi dal 1931. I film più famosi della coppia, dal '27 al '40, sono le comiche Metti i pantaloni a Philip, Marinai a terra, Grandi affari, Un nuovo imbroglio e la comica vincitrice dell'Oscar La scala musicale. I film più noti sono invece I figli del deserto, Fra Diavolo, Nel paese delle meraviglie e I diavoli volanti.

## Gli Hal Roach Studios
Hal Roach dagli anni '20 ai '40 finanzia come produttore centinaia di film di vari attori comici,  in coproduzione con la MGM,  quali Stanlio e Ollio,  Harold Lloyd e le Simpatiche canaglie.

## Buster Keaton

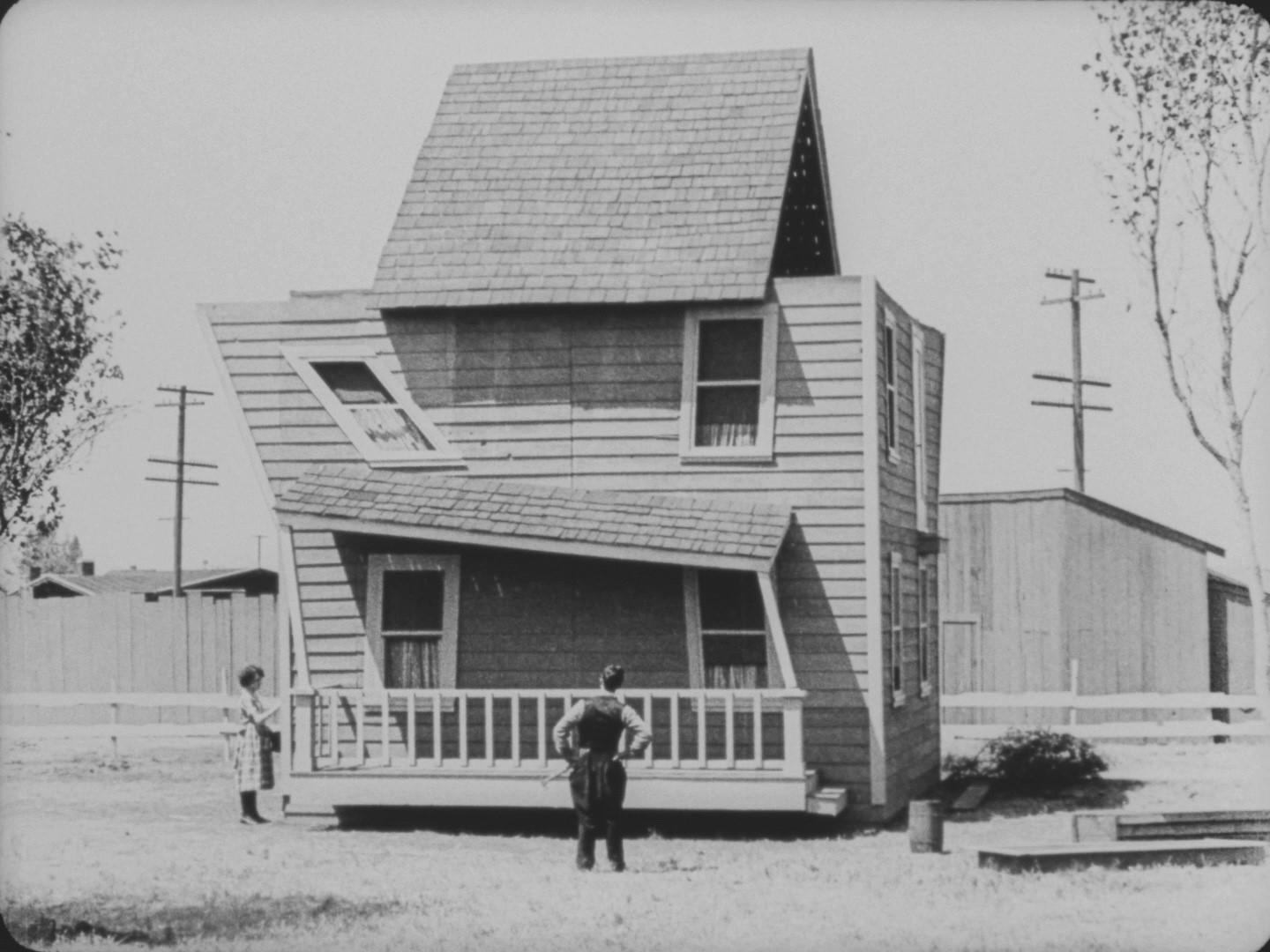
La casa scombussolata di Una settimana (1920)

Buster Keaton fu l'altro mostro sacro del cinema comico di quegli anni. Il suo cinema è ancora più un meccanismo perfetto di quello di Chaplin, con continui rovesciamenti di senso, all'insegna di un esercizio continuo della logica: gli oggetti cambiano di senso, le azioni semplici diventano complesse e quelle impossibili diventano facilissime, ciò che sembra innocuo diventa un pericolo e le avversità si rivelano aiuti impensati. Nei film di Keaton il mondo reale diventa astratto, surreale, tutto ciò che è sbagliato è anche giusto e viceversa. Tra le sue migliori opere ci sono, The Playhouse (1921), dove si moltiplica per interpretare tutta un'orchestra (come Méliès ne L'homme-orchestre), Il maniscalco (1922), dove in un'inquadratura da lontano sembra intento a lavorare al fuoco, mentre invece si sta cuocendo due uova al tegamino, La palla numero 13, dove gioca col cinema stesso entrando nello schermo per aiutare una ragazza, Una settimana, dove una casa prefabbricata montata male diventa una giostra che ruota su sé stessa, ma alla fine gli abitanti scendono ringraziando per il giro. I suoi capolavori si susseguono per tutta l'epoca del muto: Il navigatore (1924), Le sette probabilità (1925), due parodie di film-inseguimento, Come vinsi la guerra (1926) dove durante la guerra di secessione salva da solo un intero esercito, College (1927), dove diventa un atleta insperato e, infine, The Cameraman, una riflessione sbeffeggiante sul cinema stesso, l'ultima opera interamente sua. Il suo cinema, essendo basato sui giochi visivi, fu tagliato fuori con l'arrivo del sonoro.

## Erich von Stroheim

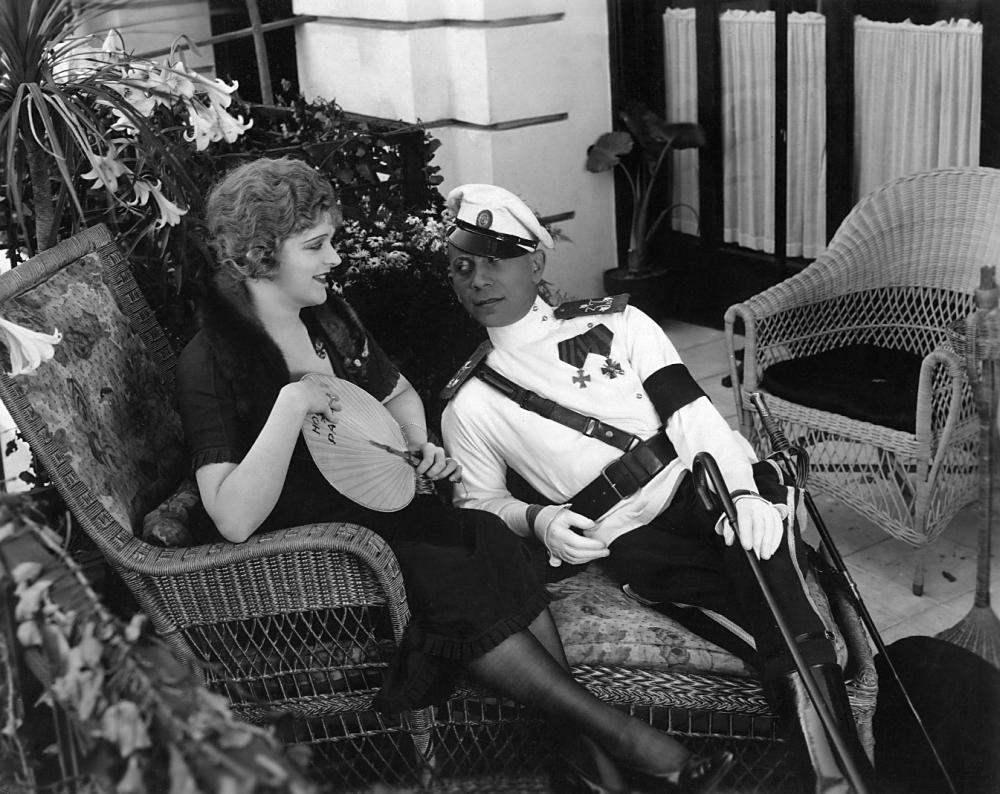
Erich von Stroheim in Femmine folli (1922)

Il terzo grande maestro del cinema americano degli anni Venti fu Erich von Stroheim, il più accanito sostenitore del cinema come arte grandiosa e colossale, basata sulla messa in scena sfarzosa e accuratissima, con enormi scenografie per lungometraggi di durata titanica. Il suo gigantismo mise in difficoltà tutti i produttori con i quali lavorò (prima la Universal Studios poi la MGM), venendone prima esaltato e poi distrutto. I produttori infatti crearono su di lui una sorta di leggenda, suffragata da una finta biografia che lo voleva nobile europeo, ricco e decadente, in fuga da Vienna.
I suoi primi lungometraggi (Mariti ciechi del 1918 e Femmine folli del 1921) sono sensuali e con storie crudelmente provocanti, dove il realismo dei particolari mette a nudo l'ipocrisia della società borghese. Rapacità (Greed, 1924) è il suo capolavoro, dove il realismo e le continue metafore visive sono fuse in un tutt'uno. Le scenografie ricostruivano in studio un'intera strada di San Francisco come appariva nell'Ottocento, mentre le singole inquadrature erano frequentemente simboliche che esplicitassero il senso della storia e lo stato d'animo dei personaggi.
Von Stroheim usò la profondità di campo, difformemente dalla tendenza americana a preferire immagini meno ricche di dettagli e quindi più semplici per lo spettatore. Sfruttandola egli poté riempire le inquadrature di vari sensi, dove lo sfondo poteva rappresentare il contrario di quello che si stava rappresentando, contraddicendo l'avanpiano (il soggetto vicino alla telecamera): così se magari si mostra una scena lieta, uno sfondo tetro e spettrale ne denuncia la reale connotazione. Tipico è l'esempio in Rapacità del matrimonio dei protagonisti, dove si vede un funerale passare davanti alla finestra. Il suo occhio crudele e intenso farà da scuola a tutto il cinema d'autore successivo e raccoglieranno la tecnica dei "conflitti" nell'inquadratura Orson Welles e Jean Renoir.
Greed fu la prima grande sfida e provocazione alla cultura ed alla società corrente: un'opera tanto distante dall'intrattenimento spensierato non era destinata al grande successo di pubblico, per cui in seguito i produttori misero il regista sotto controlli più stretti. Più tardi la MGM gli offrì la regia per una versione de La vedova allegra, che trasformò in una cinica veduta della decadenza e della depravazione delle feste di corte. Nel 1928 girò Queen Kelly, un altro film maledetto, che aveva come protagonista Gloria Swanson la quale passava da una vita da educanda a un bordello passando per tutti i tipi di bassifondi. La lavorazione del film venne interrotta con l'occasione dell'arrivo del sonoro, per via delle paure del produttore, chiudendo la carriera registica di von Stroheim.
I film di Stroheim hanno una carica sensuale e erotica che non ebbe pari né prima né dopo: alcuni critici hanno parlato di "violenza erotica".